# Gustaf Malmsten
Gustaf Malmsten, född 4 december 1889 i Eskilstuna, död 30 mars 1976 i Eskilstuna, var en svensk friidrottare (stående längdhopp). Han tävlade för klubben IF Svea och vann SM i stående längdhopp år 1912. Vid OS i Stockholm 1912 kom han på fjärde plats i grenen.